# Rissmonitor

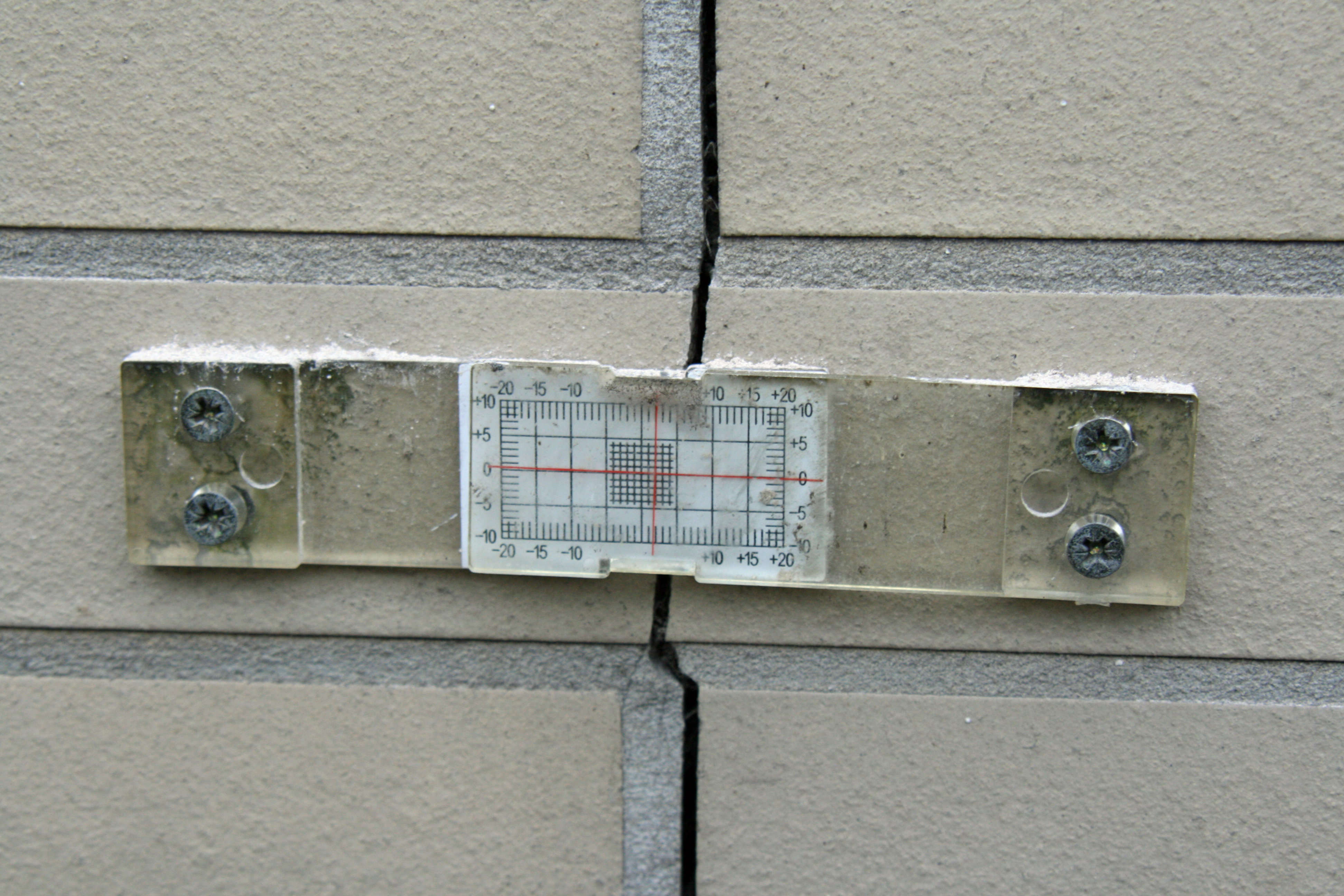
Rissmonitor, angedübelt

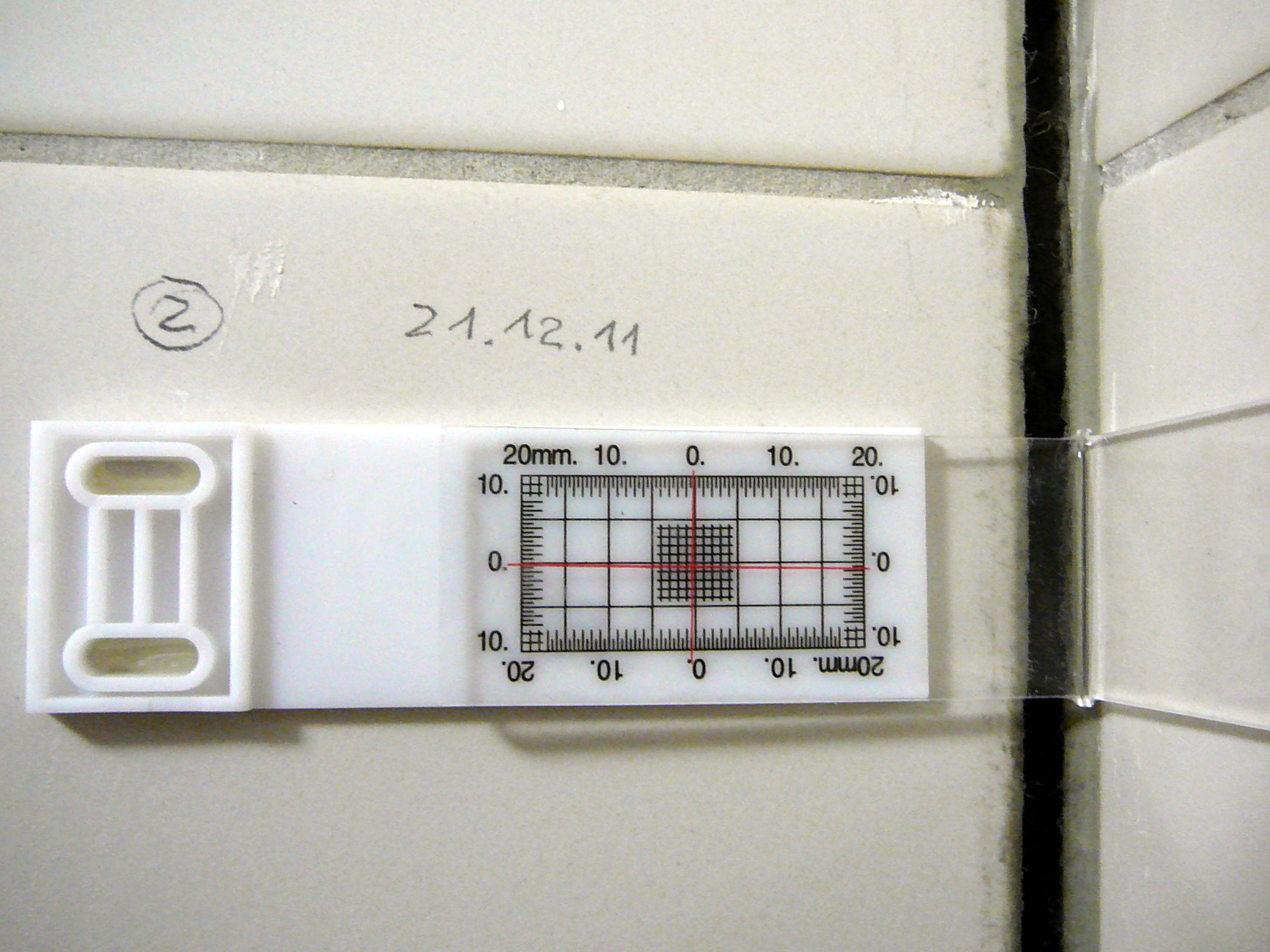
Rissmonitor Ecke, angeklebt

Rissmonitore (auch Risswächter) dienen der qualitativen und quantitativen Erfassung von Veränderungen in Rissen (Differenzmessung). Durch die Anordnung eines Fadenkreuzes über einem Strichraster ist die Verformung sowohl in der Richtung als auch in der Ausdehnung direkt ables- und dokumentierbar. 
Im Gegensatz zu Gipsmarken, die häufig falsch angebracht werden, ist die Montage mittels Dübeln oder Klebstoff schneller, einfacher und sicherer. Allerdings sind die Anschaffungskosten der Rissmonitore deutlich höher als die Kosten für Gips, relativieren sich aber durch die mehrfache Verwendbarkeit. Rissmonitore lassen sich auch über breite Risse oder planmäßige Bauwerksfugen montieren.
Es gibt Rissmonitore für die Beobachtung von Rissen in der Ebene, in Ecken sowie für den horizontalen Versatz.
Die Dokumentation erfolgt üblicherweise über datierte Fotos, die die Lage des Fadenkreuzes über dem Strichraster darstellen.